# 棘背擬團扇鰩

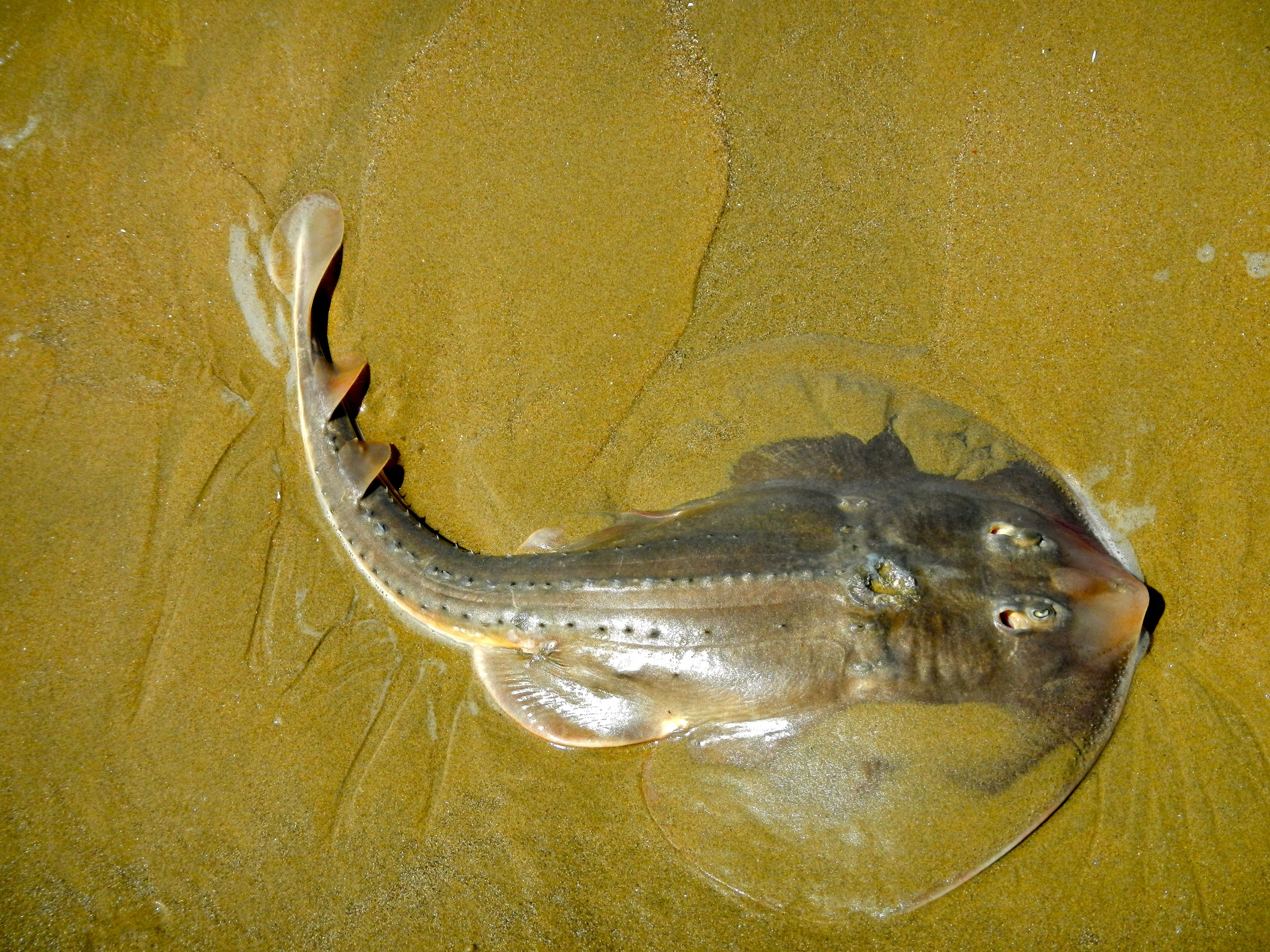
三排大背刺是棘背擬團扇鰩的一個特徵

棘背擬團扇鰩（學名：Platyrhinoidis triseriata），又稱棘背擬黃點鯆，為軟骨魚綱電鰩目團扇鰩科擬團扇鰩屬的一種，美國魚類學家David Starr Jordan和Charles Henry Gilbert在1880年出版的科學雜誌《美國國家博物館學報》上對本種進行了科學描述。他們將其歸入Platyrhina 屬，並將其命名為triseriata，源自拉丁語 tres（“三”）和 series（“行”），指的是其背上的三排刺。一年後，在同一期刊中，塞繆爾·加曼 (Samuel Garman) 將這個物種歸類為新創建的Platyrhinoidis屬。此模式標本是1880年2月8日在聖塔芭芭拉捕獲的成年雄魚，分布於東太平洋美國舊金山至墨西哥加利福尼亞灣海域，深度0至137公尺，本魚胸鰭盤呈心形，長度略大於寬度，吻部短而寬，鈍尖從圓盤上稍微突出，眼睛小且間距寬，氣孔比眼睛大，緊靠在後面。寬闊的鼻孔前面有中等大小、寬闊的皮瓣，嘴寬，略呈拱形，從嘴角到鼻孔有一對皺褶，圍成一個大致呈梯形的區域，下唇有一條深深的皺紋，環繞著嘴角，上顎牙齒排列為68-82排，下顎牙齒排列為64-78排，五對鰓縫很小，位於圓盤下方。腹鰭具有彎曲的外緣，尾巴粗壯，比圓盤長得多，兩側有側向皮膚褶皺，兩個背鰭的大小和形狀相似，長度大於高度，後緣圓形，第一背鰭比腹鰭更靠近尾鰭，尾鰭發達，幾乎呈橢圓形，沒有明顯的下葉，皮膚被微小的真皮小齒覆蓋，沿著圓盤的前緣，還有兩排或三排的大下彎刺，在吻尖、眼睛周圍和肩胛處上有小群的刺，體上部呈純橄欖色至灰褐色，下部呈灰白色，吻部和椎間盤邊緣幾乎是半透明，體長可達43.1公分，棲息於沙泥底, 時常在海藻床的附近與有時豐富的在近岸海灣的淤泥平台上，時常埋於底部沉澱物中，獨居性或形成小群活動，屬肉食性，以硬骨魚、甲殼類、蠕蟲與軟體動物為食，為胎生，交配季節在夏末，雌魚魚第二年同一時間分娩，高峰期為八月，雌魚可產下產下1至15尾幼魚。

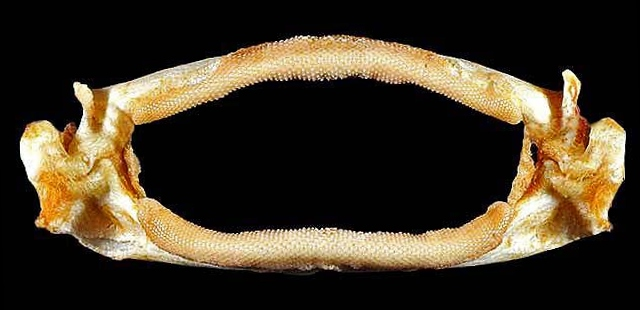
上下顎
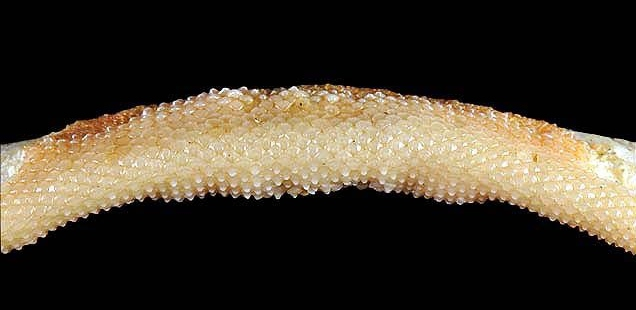
上顎牙齒
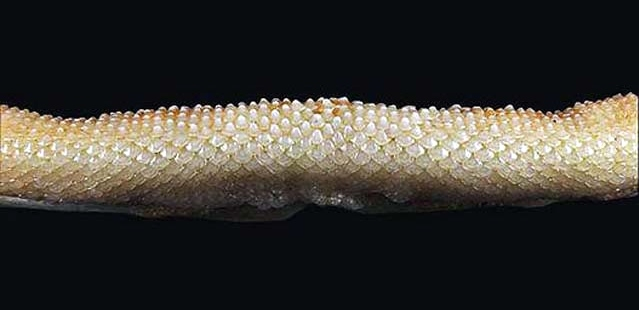
下顎牙齒